# سانتا النا (اکوادور)
سانتا النا (اکوادور) (به اسپانیایی: Santa Elena, Ecuador) شهری در اکوادور است که در کانتون سانتا النا واقع شده‌است.

## خصوصیات
سانتا النا ۵۳۶٫۳۴ کیلومترمربع مساحت و ۵۳٬۱۷۴ نفر جمعیت دارد و ۲۶ متر بالاتر از سطح دریا واقع شده‌است.